# Dragomir Mrsic
Dragomir Mrsic (Prijedor, 2 oktober 1969) is een Bosnisch-Zweedse acteur, veroordeelde crimineel en taekwondoka. In de mede door hem bedachte misdaadserie Alex trad hij aan als hoofdrolspeler.

## Biografie
Toen Mrsic nog geen jaar oud was, vestigden zijn ouders zich met het gezin in Zweden. Als 18-jarige werd hij noords kampioen taekwondo. In 1990 pleegde hij een overval op een bank in Stockholm, waarvoor hij drie jaar celstraf kreeg. Nadat hij vrijkwam, volgde hij een sportopleiding in Lidingö.
Tussen 2000 en 2004 was Mrsic taekwondotrainer bij het topprogramma van het Zweeds Olympisch Comité. In 2007 kreeg hij zijn eerste filmrol.

## Filmografie (selectie)
| Jaar        | Titel                                        | Rol                    | Type productie | Opmerkingen     |
| ----------- | -------------------------------------------- | ---------------------- | -------------- | --------------- |
| 2007        | Gangster                                     | Dragan                 | Film           |                 |
| 2007        | Leo                                          | Gago                   | Film           |                 |
| 2009        | Wallander                                    | Jovan                  | Televisieserie | 1 aflevering    |
| 2010        | Snabba Cash (Easy Money)                     | Mrado                  | Film           |                 |
| 2012        | Snabba Cash II (Easy Money II: Hard to Kill) | Mrado                  | Film           |                 |
| 2013        | Payday 2                                     | Dragan                 | Videospel      |                 |
| 2014        | Edge of Tomorrow                             | Kuntz                  | Film           |                 |
| 2014 - 2017 | Torpederna                                   | Göran Stankovic        | Televisieserie | 14 afleveringen |
| 2017        | Innan vi dör (Before We Die)                 | Commissaris            | Televisieserie | 2 afleveringen  |
| 2017        | QEDA                                         | Lui Marko              | Film           |                 |
| 2017 - 2019 | Alex                                         | Aleksandar 'Alex' Leko | Televisieserie | 12 afleveringen |
| 2018        | Bonusfamiljen (Bonus Family)                 | Branco                 | Televisieserie | 7 afleveringen  |
| 2018        | A Way Out                                    |                        | Videospel      |                 |
| 2018        | Bullets                                      | Juri Borodin           | Televisieserie | 10 afleveringen |